# Acontia asbenensis
Acontia asbenensis is een vlinder van de familie van de uilen (Noctuidae). De wetenschappelijke naam van deze soort is voor het eerst voorgesteld als Tarache asbenensis door Lionel Walter Rothschild in een publicatie uit 1921.
De soort komt voor in:
- het Palearctisch gebied waaronder Egypte en Jordanië,
- het Afrotropisch gebied waaronder Niger, Ethiopië, Saudi-Arabië, de Verenigde Arabische Emiraten, Oman en Jemen.